# Callicorixa alaskensis
Callicorixa alaskensis är en insektsart som beskrevs av Hungerford 1926. Callicorixa alaskensis ingår i släktet Callicorixa och familjen buksimmare. Inga underarter finns listade i Catalogue of Life.